# Luca Antonelli
Luca Antonelli, född 11 februari 1987 i Monza i Italien, är en italiensk vänsterback som spelar för Empoli. 
Lucas far Roberto Antonelli spelade förr i tiden också för AC Milan.
Antonelli fick göra sin första match för AC Milan 8 november 2006 i italienska cupen mot Brescia som avbytare för Lunati i halvtid. P.g.a. många skador i laget fick han även sitta på bänken i Serie A-matcher mot Empoli och Messina samt mot AEK Aten i en Champions League-match. 28 november 2006 fick han återigen visa sin talang i returmatchen mot Brescia.
23 december 2006 fick Antonelli göra sin Serie A-debut i en match mot Udinese, där han ersatte Clarence Seedorf i andra halvlek, när AC Milan vann med 3–0.
Den 2 februari blev Antonelli klar för Milan. Den 8 februari gjorde han sin debut mot dåvarande serieledaren Juventus. I den 27 minuten kvitterade Milan till 1–1 genom Luca Antonelli.

## Statistik
Korrekt: 21 augusti 2010
| Klubb    | Säsong    | Serie A | Serie A | Coppa Italia | Coppa Italia | CL      | CL  | Totalt  | Totalt |
| Klubb    | Säsong    | Matcher | Mål     | Matcher      | Mål          | Matcher | Mål | Matcher | Mål    |
| -------- | --------- | ------- | ------- | ------------ | ------------ | ------- | --- | ------- | ------ |
| AC Milan | 2006/2007 | 1       | 0       | 2            | 0            | 0       | 0   | 3       | 0      |
| AS Bari  | 2007/2008 | 17      | 1       | 3            | 0            | 0       | 0   | 20      | 1      |
| Parma FC | 2007/2008 | 8       | 0       | 0            | 0            | 0       | 0   | 8       | 0      |
| Parma FC | 2008/2009 | 14      | 0       | 2            | 0            | 0       | 0   | 16      | 0      |
| Parma FC | 2009/2010 | 24      | 1       | 1            | 0            | 0       | 0   | 25      | 1      |
| Totalt   | Totalt    | 64      | 2       | 8            | 0            | 0       | 0   | 72      | 2      |